# 花旗集團-社聯大學生社責實踐計劃
花旗集團－社聯大學生社責實踐計劃（英語：Citi-HKCSS Community Intern Program，CIP）是花旗集團和香港社會服務聯會合辦，專為香港就讀大學的工商管理學生，在非牟利機構透過實習發揮所長，並加強學生對企業社會責任的意識，培育成為更關心社會的商業人才。計劃由2000年開始實行，每名實習生需進行為期4至8星期實習，合共160小時，負責籌款、品牌建立、營運及社區服務等工作。

## 計劃目標
- 提升香港就讀大學工商管理學生對社區的認識[6]
- 為學生提供實習機會，讓他們將課堂所學，應用於協助非牟利機構，以實踐機構的目標[7]
- 為非牟利機構及未來工商管理人才建立聯繫，擴闊學生以非牟利服務界作為就業取向的視野

## 參與學校
- 香港大學經濟及工商管理學院
- 香港中文大學工商管理學院
- 香港公開大學李兆基商業管理學院
- 香港城市大學商學院
- 香港科技大學商學院
- 香港浸會大學工商管理學院
- 香港理工大學工商管理學院
- 香港樹仁大學工商管理學系
- 香港嶺南大學商學院

## 實習情況
在2018年中，獲得「超凡卓越大獎」的樹仁大學企業管治的學生黃汶靜，當時她被派往聾人機構「龍耳」，負責製作手語電視新聞，其間不時要與聾人合作。她指出和聾人的溝通，最重要的是自己踏出第一步，不要害怕跟他們接觸。她表示，除了用手語溝通，文字也是一種方法，雙方可以互相遷就。該機構中心主任馮福平表示，實習生在機構可以以自身知識幫助處理日常工作，更能培養出關懷社會的年輕人，對社會有深遠影響。

## 外部連結
- 官方網頁 （页面存档备份，存于）
- Facebook專頁 （页面存档备份，存于）